# Álvaro Jaén
Álvaro Jaén Barbado, né le 9 décembre 1981 à Madrid, est un homme politique espagnol, député à l'Assemblée d'Estrémadure pour Podemos,.

## Biographie
Fils d'émigrants d'Estrémadure à Madrid, Álvaro Jaén est licencié en science politique par l'Université Complutense de Madrid.
Avant d'être membre de Podemos, il a développé des nombreux travaux, de journaliste à professeur remplaçant. En février 2015, les bases du parti l'ont choisi comme secrétaire général de Podemos en Estrémadure ; il a été également désigné candidat à la présidence du gouvernement de la communauté autonome en avril de la même année,,,.
En novembre 2016, il a été réélu secrétaire général de Podemos en Estrémadure.